# آلوآنزیم
آلوآنزیم‌ها (انگلیسی: Alloenzyme) گونه‌های مختلفی از یک آنزیم خاص هستند که به‌لحاظ ساختاری متفاوت، اما به‌لحاظ عملکردی مشابه سایر ةلوآنزیم‌هایی هستند که از الل‌های مختلفی در یک جایگاه کروموزومی واحد ساخته می‌شوند. آلوآنزیم‌ها یا ایزوزیم از این جهت فرق دارند که ایزوزیم‌ها عملکرد مشابهی دارند، اما از ژن‌های در جایگاه‌های کروموزومی مختلف ایجاد می‌شوند.
آلوآنزیم‌ها عملکرد به‌شدت حفاظت‌شده‌ای در میان شاخه‌ها و فرمانروها دارند و به همین سبب، متخصصان فیلوژنتیک از آنها جهت اندازه‌گیری و شناخت تاریخچهٔ تکاملی و ارتباط میان گونه‌های مختلف جانداران استفاده می‌کنند.
هرچه آنزیم کمتر در طول تکامل محافظت شده باشد، اختلاف اسید آمینه‌ای حتی در گونه‌های نزدیک به هم بیشتر خواهد بود.